# Volksgemeinschaft

Volksgemeinschaft (prononciation allemande: ['fɔlksɡəˌmaɪnʃaft]) est une expression allemande qui signifie « communauté du peuple ». Cette expression est devenue populaire pendant la Première Guerre mondiale, alors que les Allemands s'étaient ralliés pour soutenir la guerre et faisaient appel à l'idée de briser l'élitisme et d'unir les gens à travers les classes.
Le national-socialisme définit le concept de Volksgemeinschaft comme la communauté d’un peuple fondée sur les liens du sang, sur un destin commun et sur une foi politique commune, loin de toute lutte des classes. La Volksgemeinschaft est à la fois l'origine et la fin de la vision du monde selon le nazisme. Ces liens du sang impliquent obligatoirement l'appartenance à la « race aryenne ».

## LaVolksgemeinschaftde la grande guerre
L'idée d'une unité traversant les classes sociales dans une communanuté nationale apparait dans la politique du gouvernement de l'Empire à l'aube de la première guerre mondiale. Cette volonté d'une société unie autour de l'intérêt national prend forme dans le discours à la chambre du Kaiser Guillaume II du 4 août 1914. Devant tout les partis, il déclare : « Je ne connais plus de partis, je ne connais que des Allemands ! Comme preuve du fait qu'ils sont fermement décidés, sans différence de parti, d'origine ou de confession à tenir avec moi jusqu'au bout, à marcher à travers la détresse et la mort, j'engage les chefs des partis à avancer d'un pas et de me le promettre dans la main ». Cette politique d'unité prend le nom de Burgfrieden, traductible en « paix civique » ou « paix au château », et nommé Union Sacrée en France.
La politique d'unité menée par l'Empire allemand est réussie pendant un temps[réf. nécessaire]. Ce discours, rédigé par le chancelier Theobald von Bethmann Hollweg, alimente le projet d'unité nationale et popularise le concept et l'expression de Volksgemeinschaft.

## LaVolksgemeinschaftdans le national-socialisme

### Utilisation politique dans l'entre-deux-guerres
La défaite allemande à l’issue de la première guerre mondiale et la naissance de la république de Weimar recomposent la politique intérieure allemande. L'instabilité politique croissante (putsch de Kapp, révolution allemande) et la grande crise économique de 1929 fragilisent la société allemande. Durant cette crise, la popularité du NSDAP augmente massivement, et le parti reprend le concept de Volksgemeinschaft comme un outil de propagande. D'une part, le concept promet un idéal de solidarité rassurant en période de crise, d'autre part il dénonce les partis d'oppositions (surtout SPD et KPD) comme des traitres à l'unité. Dans cette continuité, afin de stimuler les souvenirs de la grande guerre, le parti nazi s'appuie sur l'imagerie martiale en revendiquant le soutien du général-président Hindenburg, et du groupe paramilitaire du Stahlhelm.

### Conceptualisation idéologique
La Volksgemeinschaft nationale-socialiste évolue en comparaison du modèle de la grande guerre, s'inscrivant bien plus sur la doctrine nazi que sur l'héritage de 14-18. S'appuyant sur le corpus idéologique du nazisme, elle devient une expression couvrant plusieurs idées.
- Une idée communautaire : la Volksgemeinschaft symbolise l'union de toutes les forces solidaires dans le renforcement national. Toute opposition à l'union revient à une trahison, les partis socialistes et les minorités (juifs, tziganes, slaves) deviennent des obstacles à l'unité, voire des cinquièmes colonnes[5].
- Une idée racialiste : la solidarité nationale se structure autour de la « race aryenne », elle en est la principale composante et se fonde sur une approche d'entraide raciale excluant les non-aryens. Par extension, les allemands vivants en dehors du reich (les Volksdeutsche) doivent être réunifiés dans la communauté nationale[3],[5].
- Une idée sociale : la solidarité raciale repose sur la solidarité de ses membres par l'entraide et le travail. Cependant, cette solidarité s'appuie sur une doctrine inégalitaire préférant l'aide aux pauvres que l'égalité de condition. La Volksgemeinschaft s'impose comme l'unité des classes sociales, et donc, en opposition à la lutte des classes soutenue à l'époque par les socialistes et communistes[5].
- Une idée politique : les individus de la communauté doivent obéir à un chef, le Führer, mais aussi obéir à toute une hiérarchie interne de domination (les dirigeants des grandes entreprises recevant le titre de Führer). L'obéissance et la discipline régissent la nouvelle communauté[6].

Par sa synthèse politique, raciale et sociale, le concept de Volksgemeinschaft fut un outil puissant de propagande du régime, et particulièrement une fois arrivé au pouvoir. Cette doctrine unitaire s'accompagne d'une militarisation et uniformation croissante de la société, par la Gleichschaltung, la mise au pas de tout les organes politiques et sociaux du pays. L'absorption de toutes les strates de la société allemande, tant sur le plan syndical, culturel que religieux, est expliquée par la propagande qui justifie la mise en place  d'une « communauté du peuple ».
Du fait de l'importance accordée au communautaire, la notion d'individu est écrasée par l'esprit collectif. La devise nationale-socialiste « le besoin collectif avant l’avidité individuelle » résume la suprématie du collectif racial et national sur la liberté individuelle.

### Application politique
La Volksgemeinschaft fut avant tout un outil de propagande, néanmoins elle connut quelques applications concrètes. La création du syndicat de collaboration patrons-ouvriers, le « Deutsche Arbeitsfront », est censée mettre fin à la division nationale créée par la lutte des classes, de surmonter les antagonismes sociaux. De même, l'unité de toutes les classes est affirmé par l'Arbeitsordnungsgesetz, la loi d’organisation du travail, laquelle nomme les patrons des grandes entreprises allemandes « Führer » de leur firme, transforme chaque usine en une « communauté de travail ». Dans cette idée d'union des classes, la fête du 1er mai, fête sociale avant 1933, devient « la journée du travail national » et remercie les travailleurs et patrons pour le contribution au renforcement de la nation.
La réorganisation de la société inclut aussi un renforcement de la « solidarité raciale » par le biais d'organisations carritatives, scolaires ou sociales. Les organisations d'encadrement de la jeunesse comme les jeunesses hitlériennes (Hitlerjugend pour les garçons et Bund Deutscher Mädel pour les filles) visent à bâtir la base d'une nouvelle société fondée sur un homme nouveau membre actif de la « communauté ». La solidarité s'incarne aussi dans la sphère sociale avec la Winterhilfswerk, le « Secours d'hiver du peuple allemand », destiné à fournir de la nourriture, des vêtements, du charbon et d'autres articles à des Allemands moins fortunés pendant les mois les plus rigoureux.

### Analyses
Souvent retenue comme l'incarnation du modèle politique désiré par le régime nazi, la Volksgemeinschaft a été source de plusieurs analyses quant à son importance et à son rôle.

Pour l'historien allemand Detlev Peukert (en), la communauté du peuple compose l'apogée du système de surveillance, de répression et d'uniformisation. Dans son ouvrage Inside Nazi Germany: Conformity, Opposition and Racism In Everyday Life, il écrit : 
« L’objectif était une Volksgemeinschaft utopique, totalement sous surveillance policière, dans laquelle toute tentative de comportement non-conformiste, ou même toute allusion ou intention d’un tel comportement, serait accueillie par la terreur. »
Une autre lecture faite de la Volksgemeinschaft est faite par l'historien français Johann Chapoutot. Ce dernier lui accorde une place importante dans l'idéologie nazie, estimant qu'elle fut au cœur d'un modèle politique transcendantal. Le concept de transcendantalité doit ici être retenu comme un dépassement de l'existence, la perte de sens de la modernité individuelle s'effaçant, aux yeux des nazis, dans une unité raciale future. Il compare alors le rêve nazi de la Volksgemeinschaft (et les autres utopies nationales-socialistes) aux autres aspirations transcendantales comme la société sans classes pour les socialistes ou l'atteinte du paradis pour les religions monothéistes. Dans une approche critiquée, il approfondit l'importance de la collaboration de classe, l'inscrivant dans une logique de productivisme, et par extension, de management. Il écrit ceci sur la définition de la Volksgemeinschaft et son rôle dans l'appareil productif allemand : 
« La communauté du peuple allemand, cette Volksgemeinschaft que les nazis appelaient de leurs vœux contre les séductions néfastes et les erreurs regrettables de la Gesellschaft à la française, celle du contrat social, de l’individu et du calcul égoïste, devait donc être para-militarisée, au sein du parti (NSDAP), puis militarisée, une fois le pouvoir conquis. [...] Par définition et par nécessité, cette Volks- et Kampfgemeinschaft devait être une Leistungsgemeinschaft, une communauté de la performance, du rendement, et de la rentabilité. »
Selon lui, la Volksgemeinschaft s'inscrit également, du fait de ses logiques raciales, dans une approche vitaliste et hiérarchique de la société. Elle serait une société exaltant la force, la vigueur et le vitalisme, abandonnant l'État jugé trop lourd au profit du dynamisme des agences ad hoc. Du fait de ces éléments, Johann Chapoutot interprète la Volksgemeinschaft comme une composante centrale des projets de société du Troisième Reich, formant un projet utopique, transcendantal, racial, hiérarchique et productiviste source de ce qu'il nomme la « révolution culturelle nazie ».